# Byblus Sulcus
Il Byblus Sulcus è una struttura geologica della superficie di Ganimede.